# Tobias Koch (Pianist)
Tobias Koch (* 11. September 1968 in Kempen, Niederrhein) ist ein deutscher Pianist.

## Leben

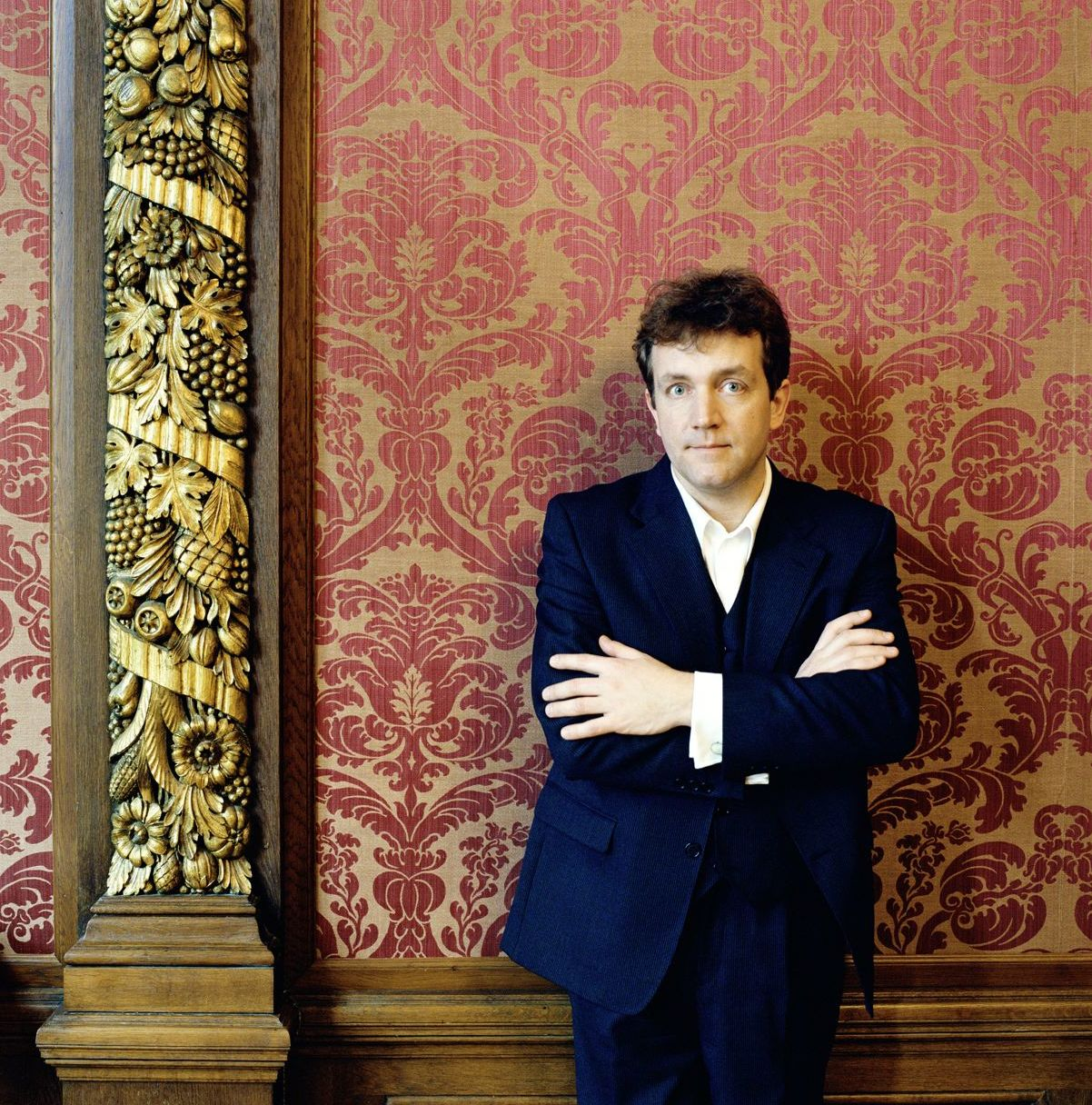
Tobias Koch (2009)

Tobias Koch studierte 1989–1995 in den Meisterklassen der Robert Schumann Hochschule in Düsseldorf sowie an den Musikhochschulen in Wien, Graz und Zürich. Künstlerische Anregungen erhielt er dabei von so unterschiedlichen Persönlichkeiten wie den Pianisten David Levine, Roberto Szidon, Jos van Immerseel und Malcolm Bilson. Seine Studien wurden gefördert durch den Deutschen Akademischen Austauschdienst (DAAD), die Konrad-Adenauer-Stiftung und den Richard-Wagner-Verband (Bayreuth-Stipendium). Seither führt ihn seine Konzerttätigkeit durch beinahe alle europäischen Länder.
Zahlreiche Auszeichnungen dokumentieren seine künstlerische Tätigkeit, darunter der Förderpreis Musik der Landeshauptstadt Düsseldorf (1999), der Schmolz-und-Bickenbach-Preis der Robert-Schumann-Hochschule Düsseldorf und der Ernst-Klusen-Kulturpreis der Stadt Viersen.
Als Solist, Kammermusiker und Liedbegleiter gastiert er bei bedeutenden Festivals im In- und Ausland, darunter beim Schleswig-Holstein Musik Festival, Ludwigsburger Schlossfestspielen, Beethovenfest Bonn, Chopin Festival Warschau, Verbier Festival, Rheingau Musik Festival, Schumannfest Düsseldorf, Zwickauer Schumann-Festtage, Leipziger Schumannwoche und bei den Mendelssohn-Festtagen im Leipziger Gewandhaus.
Auch im musikdramaturgischen Bereich ist Tobias Koch tätig: er veröffentlicht Artikel zu Aufführungspraxis, Rhetorik und Musikästhetik, schreibt Begleittexte zu seinen CD-Einspielungen, entwickelt eigene Konzertreihen und entwirft Programmkonzepte. 2007 gründete er die Norbert-Burgmüller-Gesellschaft Düsseldorf, deren erster Vorsitzender er bis 2012 war. Er pflegt eine enge Zusammenarbeit mit zahlreichen Institutionen und Museen, die historische Musikinstrumente aufbewahren (darunter Museum für Kunst und Gewerbe Hamburg – Sammlung Beurmann, Museum für Musikinstrumente Leipzig, Museum Vleeshuis Antwerpen/Belgien, Clavierland Kremsmünster/Österreich). Als mit der historischen Aufführungspraxis vertrauter Pianist betreut und sammelt Tobias Koch Instrumente von bedeutenden Instrumentenbauern wie Johann Bernhard Klems und Erard.
1995–1999 unterrichtete er an der Johannes-Gutenberg-Universität Mainz und gibt Meisterkurse an der Europäischen Akademie für Musik und Darstellende Künste in Montepulciano, Kammeroper Schloss Rheinsberg und Oberstdorfer Musiksommer, seit 2008 an der Robert-Schumann-Hochschule Düsseldorf. Er arbeitet seit 2000 als offizieller Pianist und Koordinator für bedeutende Musikwettbewerbe und Festivals wie „Concours Reine Elisabeth Bruxelles“ und „Verbier Festival and Academy“.

## Repertoire

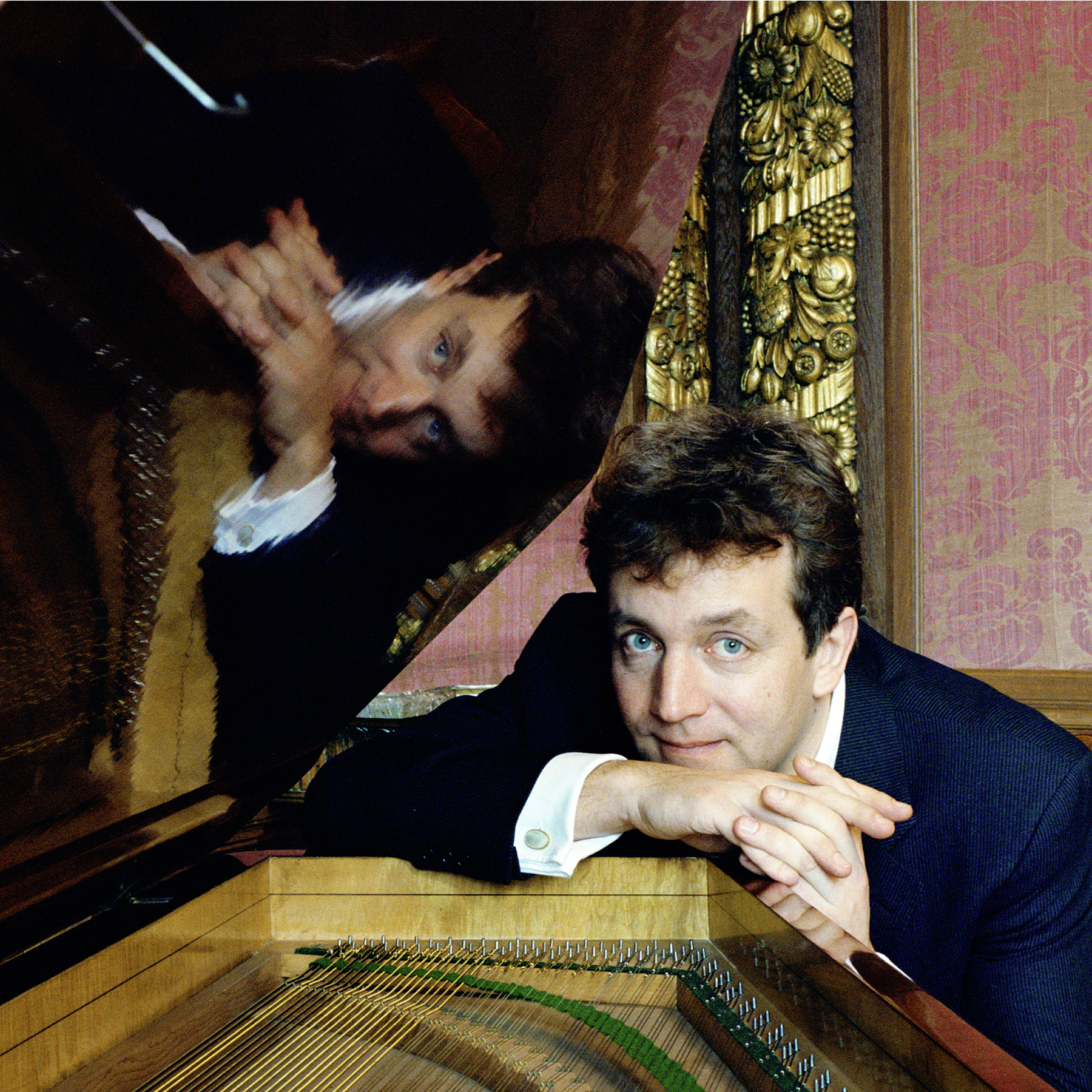
Tobias Koch (2009)

Tobias Koch widmet sich gleichermaßen dem historisch-informierten Klavierspiel wie auch musikwissenschaftlichen Studien. Er gehört zu einer neuen Generation von Pianisten, die mit unorthodoxer Aufführungspraxis jede Art von Musik auf dem am besten dafür geeigneten Tasteninstrument spielen, sei es Clavichord, Cembalo, Fortepiano, romantischer und moderner Konzertflügel oder Orgel.
Entsprechend umfasst sein Repertoire mit gleicher Selbstverständlichkeit Werke von Renaissance-Komponisten wie Orlando Gibbons bis hin zu Karlheinz Stockhausens avantgardistischen Kompositionen.
Mit besonderer Affinität zu enzyklopädischen Projekten führt er sämtliche Klavierwerke von Joseph Haydn, Wolfgang Amadeus Mozart, Franz Schubert, Norbert Burgmüller, Robert Schumann und Arnold Schönberg auf. In den letzten Jahren hat sich Tobias Koch vor allem als mit der historisch-informierten Aufführungspraxis vertrauter Schumann-Interpret einen Namen gemacht.
Inzwischen hat Tobias Koch in über 200 Rundfunk- und TV-Produktionen mitgewirkt, darunter bei WDR, SWR, BR, MDR, NDR, Deutschlandfunk, DLR Kultur sowie bei Radio Klara, BRT, RTBF (Belgien) und Radiosendern in Russland, Ungarn, Tschechien, Italien, Holland und Frankreich.

## Diskografie (Auswahl)
- François Glorieux: Divertimento for Piano and Strings – mit Kiew Chamber Orchestra, François Glorieux (Dir.) (Talent Records 1994)
- Toru Takemitsu: From far beyond Chrysamthemums and November fog – mit Akiko Ono, Violine (Cypres 2001)
- Robert Schumann: Sämtliche Werke für Pianoforte und Violine; Albert Dietrich, Joseph Joachim, Robert Schumann: FAE-Sonate; Joseph Joachim, Ferdinand David, Clara Schumann: Romanzen für Violine und Pianoforte – mit Lisa Marie Landgraf, Violine (3 CD-Box, GENUIN 2004)
- Claude Debussy: Sonate pour violon et piano, Henryk Wieniawski: Polonaise op. 21 – mit Kyoko Yonemoto und Antal Szalai, Violine (Ambroisie 2005)
- Norbert Burgmüller: Sämtliche Werke für Pianoforte, Friedrich Burgmüller: Reveries fantastiques op. 41, Valse brillante op. 106, Felix Mendelssohn Bartholdy: Marcia funebre (GENUIN 2006)
- Robert Schumann: Späte Klavierwerke – mit Peter-Christoph Runge, Deklamation und Düsseldorfer Singekränzchen (GENUIN 2007)
- Wolfgang Amadé Mozart: Die sechs Kurfürstin-Sonaten KV 301-306 für Cembalo und Violine – mit Lisa Marie Landgraf (2 CD-Box, GENUIN 2007)
- Felix Mendelssohn Bartholdy und Fanny Hensel: Klavierwerke (GENUIN 2009)
- Felix Mendelssohn Bartholdy: Sämtliche Klaviertrios und Werke für Violoncello und Pianoforte – mit Alte Musik Köln (Ars Produktion 2009)
- Robert Schumann und Clara Schumann: Klavierwerke aus Dresden 1845–1849 (GENUIN 2010)
- Robert Schumann: Klaviermusik für die Jugend (2 CD-Box, GENUIN 2010)
- Musikalische Morgenunterhaltung. Kammermusik der Romantik mit Werken von u. a. Clara Schumann, Bernhard Romberg, Niels Gade, Carl Maria von Weber (Raumklang 2012)
- August Klughardt: Streichquartett F-Dur und Klavierquintett g-moll op. 43 – mit Pleyel Quartett Köln (Avi Musica Autentica 2012)
- Frédéric Chopin, Ferdinand Hiller, Franz Liszt: Trois amis à Paris (GENUIN 2012)
- Richard Wagner: Klaviersonaten op. 2 und 4, Faust-Gesänge (cpo 2013)
- Norbert Burgmüller: Klavierkonzert op. 1, mit Frieder Bernius (Dir.) und Hofkapelle Stuttgart (Carus 2013)
- Robert Schumann: Albumblätter op. 99 und Bunte Blätter op. 124, Albumblatt Ahnung, Albumblätter von Johannes Brahms, Theodor Kirchner, Woldemar Bargiel (GENUIN 2013)